# Pikornawirusy

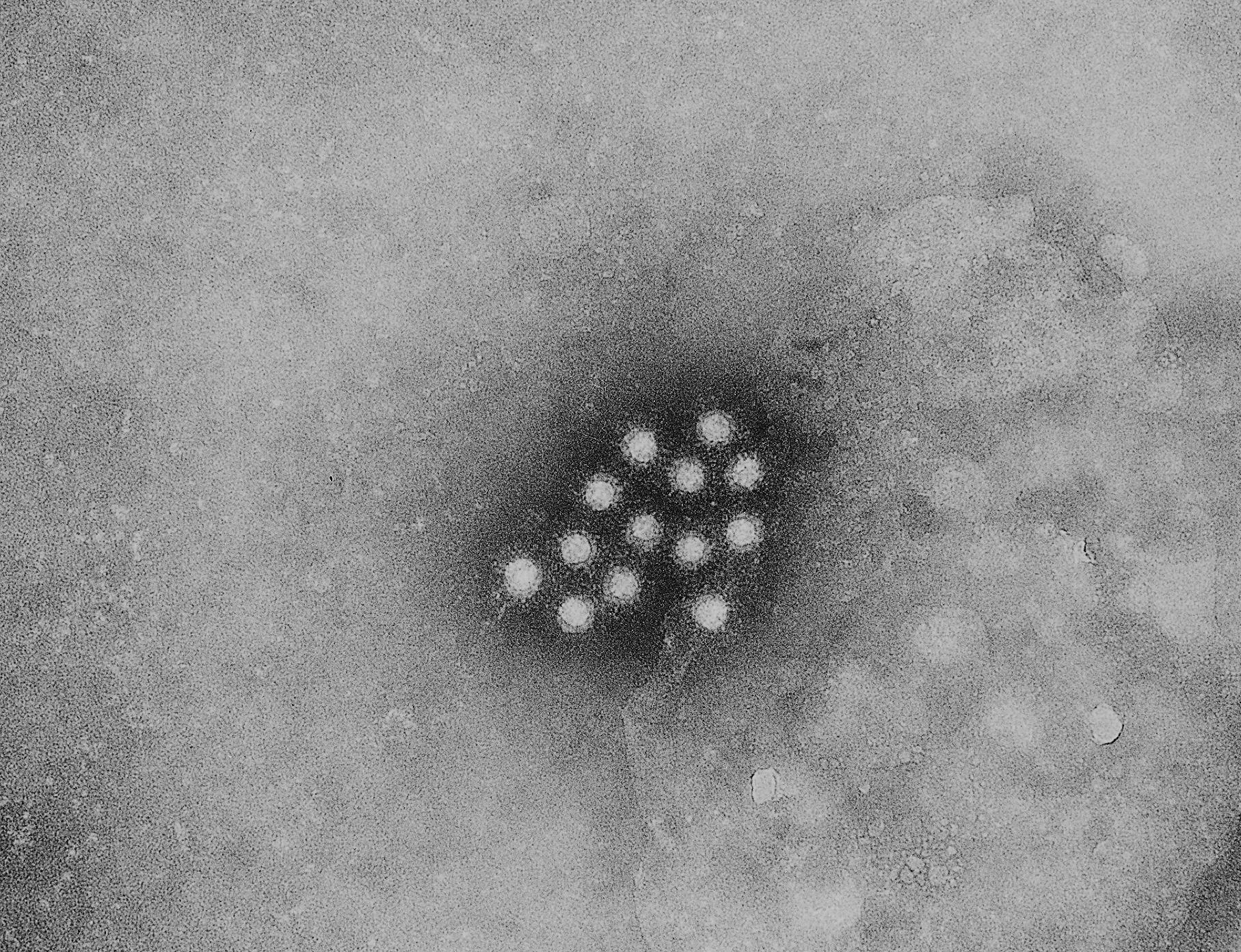
Pikornawirus – Hepatitis A virus (HAV)

Pikornawirusy (łac. Picornaviridae, z gr. pico – bardzo mały (wirus RNA)) – rodzina wirusów charakteryzujących się następującymi cechami:
- Symetria: ikosaedralna
- Otoczka lipidowa: brak
- Kwas nukleinowy: ssRNA(+), ok. 7,5 tys. par zasad
- Replikacja: cytoplazma
- Peptydy i białka: najpierw powstaje pojedyncza poliproteina, która jest z kolei rozcinana na białka kapsydu i poszczególne enzymy niezbędne do rozwoju wirusa
- Wielkość: 27–30 nm średnicy
- Gospodarz: kręgowce
- Cechy dodatkowe: jedna z najliczniejszych rodzin wirusów, wykazujących jedne z najmniejszych rozmiarów oraz powodujących bardzo szeroki zakres chorób, obejmujących wiele narządów.

Podział systematyczny pikornawirusów przedstawia się następująco:
- Rodzina: Picornaviridae (Pikornawirusy)
  - Rodzaj: Enterovirus
    - ludzkie enterowirusy (wirusy Coxsackie)
    - Poliovirus, zwyczajowo wirus polio, poliowirus

  - Rodzaj: Rhinvirus (Rinowirusy)
    - Human rhinovirus A (HRV-A)
    - Human rhinovirus B (HRV-B)

  - Rodzaj: Hepatovirus
    - Hepatitis A virus (HAV), zwyczajowo wirus zapalenia wątroby typu A

  - Rodzaj: Cardiovirus
  - Rodzaj: Aphthovirus
    - Foot-and-mouth disease virus (FMDV) – wirus pryszczycy

  - Rodzaj: Parechovirus

Spośród chorób wywoływanych przez pikornawirusy, największe znaczenie mają:
- różnego rodzaju przeziębienia – wywoływane są przez rinowirusy, które charakteryzują się występowaniem znacznej ilości serotypów i dlatego nie można wyprodukować przeciwko nim szczepionki
- poliomyelitis, czyli nagminne porażenie dziecięce – wywoływane jest przez wirusa polio i jeszcze w XX wieku stuleciu stanowiło poważny problem medyczny (do czasu wynalezienia szczepionki)
- choroby układu pokarmowego i nerwowego, skóry i błon śluzowych – wywoływane są przez enterowirusy
- wirusowe zapalenie wątroby typu A – wywoływane jest przez HAV i należy do tzw. „chorób brudnych rąk”
- pryszczyca – choroba wywoływana przez FMDV, która może w pewnych przypadkach wystąpić także u ludzi jako zoonoza